# Beckenham
Beckenham é uma localidade no burgo de Bromley, na Região de Londres, Inglaterra.